# آرشاویر شاوارشیان
آرشاویر مسروپی شاوارشیان (ارمنی: Արշավիր Մեսրոպի Շավարշյան؛  زادهٔ ۲۶ آوریل ۱۸۸۴ - درگذشته ۱۱ سپتامبر ۱۹۶۰) دانشمند، کارشناس آموزشی اهل ارمنستان بود.

## زندگی‌نامه
وی در ۲۶ آوریل [سبک قدیمی: ۱۴ آوریل] ۱۸۸۴ در نور بایزید به دنیا آمد و از مدرسه نرسیسیان، دانشکده علوم الهی گئورگیان، دانشگاه لایپزیگ و دانشگاه ینا فارغ‌التحصیل گشت. وی همچنین برندهٔ جوایزی همچون نشان پرچم سرخ کار و دانشمند شایسته ارمنستان شوروی (۱۹۵۴) شده است. وی در ۱۱ سپتامبر ۱۹۶۰ در سن ۷۶ سالگی در ایروان درگذشت و در آرامستان مرکزی ایروان (توخماخ) به خاک سپرده شد.

## نگارخانه

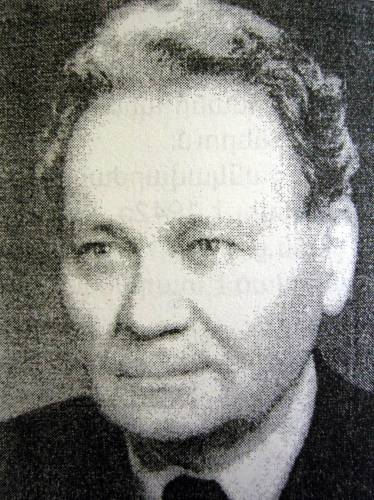
آرشاویر شاوارشیان
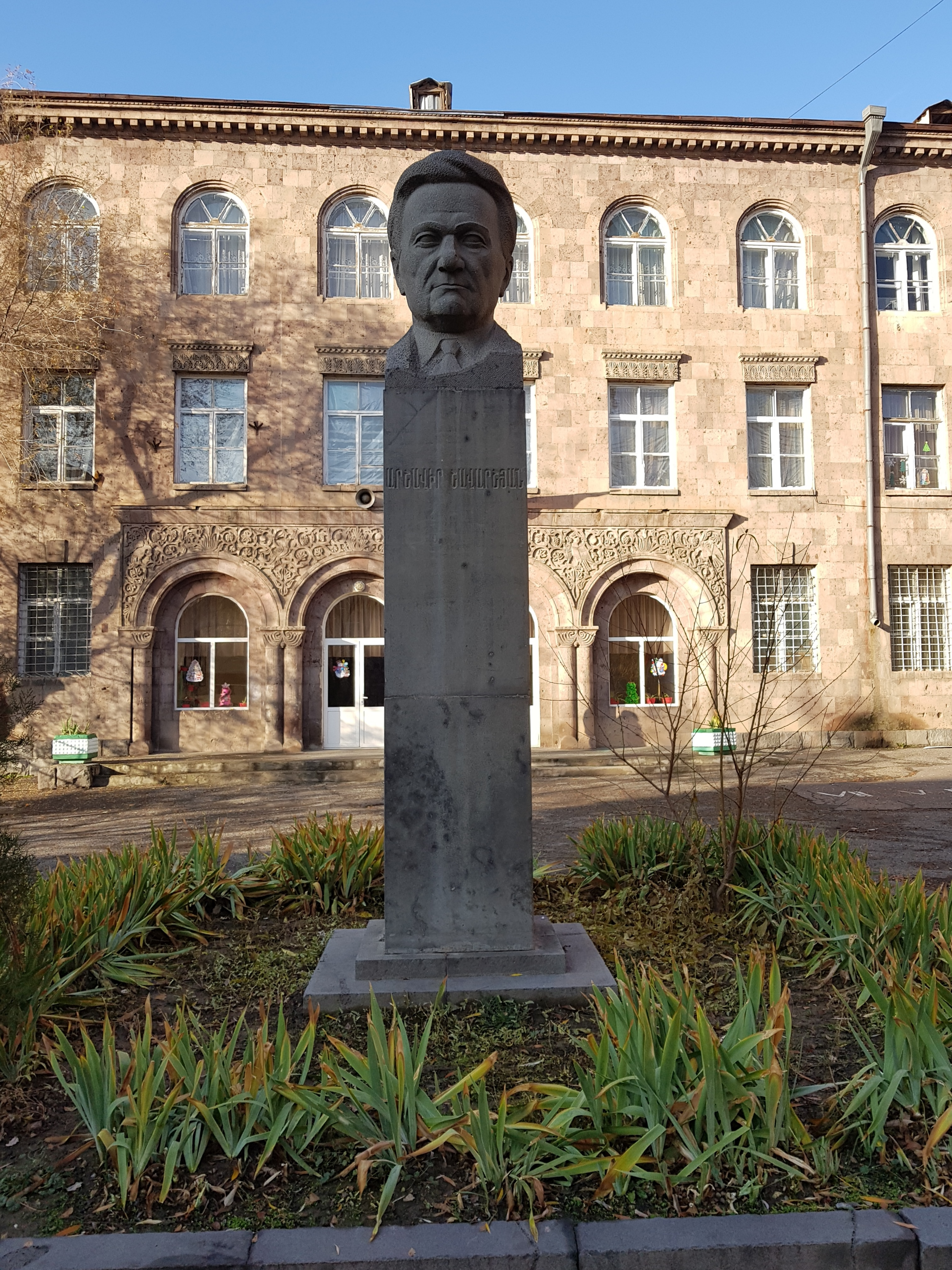
نیم‌تنه آرشاویر شاوارشیان